# Earth Junk
Earth Junk es el noveno álbum de la banda de indie rock The Howling Hex. Fue lanzado el 23 de septiembre de 2008 por Drag City.

## Lista de canciones
Todas las canciones fueron escritas por The Howling Hex excepto donde se marca
1. "Big Chief Big Wheel" – 2:50
2. "Sundays Are Ruined Again" – 3:09
3. "Annie Get Redzy" – 3:23
4. "Faithful Sister" – 1:56
5. "Contraband & Betrayal" (Angel Gonzalez) – 4:00
6. "No Good Reason" – 3:04
7. "The Arrows" – 3:03
8. "Blood & Dust" – 4:05
9. "Coffin Up Cash" – 6:19
10. "O Why, Sports Coat?" – 1:15

## Personal
- The Howling Hex:
  - Neil Michael Hagerty – guitarra, voz, electrónica
  - Sweney Tidball – Hammond B3, Fender Rhodes, sintetizador
  - Eleanor Whitmore – voz